# Santo Loku Pio Doggale
Santo Loku Pio Doggale (ur. 28 grudnia 1969 w Katiré) – południowosudański duchowny katolicki, biskup pomocniczy Dżuby od 2011.

## Życiorys
Święcenia kapłańskie przyjął 7 stycznia 2001 i został inkardynowany do archidiecezji Dżuba. Po święceniach został sekretarzem biskupim, a w 2004 sekretarzem generalnym diecezji. Od 2006 pracował jako proboszcz w Terekeka, zaś w 2010 został wikariuszem parafii katedralnej.
27 listopada 2010 papież Benedykt XVI mianował go biskupem pomocniczym archidiecezji Dżuba oraz biskupem tytularnym Equizetum. Sakry udzielił mu 20 lutego 2011 ówczesny arcybiskup metropolita Dżuby – Paulino Lukudu Loro.